# Can Gol (Argentona)
Can Gol o Mas Gual és una masia d'Argentona (Maresme) inclosa a l'Inventari del Patrimoni Arquitectònic de Catalunya.

## Descripció
És una masia de segle xviii ubicada en les proximitats del camp d'esports de barri de Sant Miquel del Cros. Consta de 3 plantes i té teulada a 4 vessants. Al sostre de l'estança principal hi ha inscrita la data 1691. Al costat esquerre conserva un torrelló. Durant el segle xix es van remodelar les façanes anterior i posterior dintre d'un estil neoclàssic romàntic.
Fou molt reformada el 1853 donant-li l'aspecte neoclàssic que té ara. Tan sols la façana de tramuntana presenta les finestres amb llindes de pedra del segle xvi. Destaca la garita de vigilància de l'angle nord-oest, del segle xvi.
L'interior es va modificar totalment a mitjan segle xix. El pis o planta noble té dues grans sales al cos central, una a la banda de tramuntana i l'altra a migdia. La sala principal, a tramuntana, presenta encara els tres portals de pedra a ponent, però no a llevant. Els sostres són de bigues de fusta. Destaquen també les estances laterals de la sala.
Les golfes presenten coberta amb encavallades. La planta baixa està destinada a espai de celler i com a magatzem. Encara es conserva el cup.